# Phaeocollybia
Phaeocollybia es un género de hongos en la familia Hymenogastraceae. Se caracterizan porque sus cuerpos fructíferos poseen sombreros umbonados y esporas gruesas marrones. El género posee una distribución amplia (especialmente en regiones templadas), y contiene unas 50 especies.  Se los identifica por su largo estipe el cual se continúa bajo tierra, denominado estipe enraizado o pseudorhiza formado cuando el cuerpo fructífero crece elevándose desde las raíces subterráneas colonizadas muy por debajo de la capa de tierra con material orgánico.  El género es principalmente micorriza pero también puede parasitar árboles del bosque.
Los trabajos de filogenética molecular realizados a fines del siglo XX indican que posee una relación cercana con Galerina.

## Descripción
Phaeocollybia son hongos con un sombrero glutinoso, húmedo o a veces seco y escamado, cónico umbonado; un enraizamiento mediante un estipe entre cartilaginoso a seco, generalmente sin velo o velo parcial visibles o con rastros débiles de los mismos; esporas de color marrón en la esporada.  Las esporas están ornamentadas pero carecen de poros o placa suprahilar de germen. La característica más distintiva es microscópica y consiste en la presencia de cistidios con forma de tibia o ramas en el micelio y las vainas micorrízicas.